# Усама ибн Мункид
Усама (или Осама) ибн Муршид ибн Мункид е арабски историк, политик и дипломат. Той е един от най-значимите арабски хронисти, живели по време на кръстоносните походи. Произхожда от благородническо семейство от малкия и независим Шайзарски емират, чийто емир, Султан ибн Мункид, е негов братовчед.